# A Varietas Records kiadványai
Az alábbi lista tartalmazza a Varietas Records kiadónál 1990–1994 között megjelent CD-ket, kazettákat és LP-ket.
| Katalógusszám           | Év   | Formátum | Label    | Előadó                | Cím                                                    |
| ----------------------- | ---- | -------- | -------- | --------------------- | ------------------------------------------------------ |
| SLP 1990/01 MK 1990/01  | 1990 | LP MC    | Varietas | Soltész Rezső         | A szerelem útjain                                      |
| SLP 1990/02 MK 1990/02  | 1990 | LP MC    | Varietas | Peter Ogi             | Szédülés                                               |
| SLP 1990/03 MK 1990/03  | 1990 | LP MC    | Varietas | Deák Bill Gyula       | Bill kapitány blues cirkusza                           |
| SLP 1991/09             | 1991 | LP       | Varietas | Fábián Éva            | Utazás a föld körül                                    |
| SLP 1991/22 MK 1991/022 | 1991 | LP MC    | Varietas | Hegedűs D. Géza       | Befejezetlen Requiem (In Memoriam Vlagyimir Viszockij) |
| SLP 1991/35             | 1991 | LP       | Varietas | Benkő Péter           | Együtt és mégis külön                                  |
| MK 1991/75              | 1991 | MK       | Varietas | Csokonai Vitéz Műhely | Gaudeamus                                              |
| MK 1994/001             | 1994 | MK       | Varietas | Relax Jazz-Rock Group | Butterfly In Dream                                     |

## Katalógus szám nélküli kiadványok
| Év   | Formátum | Label    | Előadó        | Cím                                           |
| ---- | -------- | -------- | ------------- | --------------------------------------------- |
| 1991 | MC       | Varietas | Dűvő együttes | Ha... (Magyar Népzene / Hungarian Folk Musik) |

## Lásd még
- Hungaroton
- Hanglemez
- Dorogi hanglemezgyár
- SLPX 17900
- SLPM 17900
- SLPM 17800
- SLPX 17800
- SLPM 37500
- SLPM 37600
- A Rákóczi Kiadó kiadványai